# Salaheddine Aqqal
Salaheddine Aqqal (22 de agosto de 1984) é um futebolista profissional marroquino que atua como meia. Atualmente, joga pelo raja Casablanca do Marrocos.

## Carreira
Salaheddine Aqqal representou a Seleção Marroquina de Futebol nas Olimpíadas de 2004.